# Umapine
Umapine – jednostka osadnicza w Stanach Zjednoczonych, w stanie Oregon, w hrabstwie Umatilla.